# Cnemaspis assamensis
Espèce
Cnemaspis assamensis est une espèce de geckos de la famille des Gekkonidae.

## Répartition
Cette espèce est endémique d'Assam en Inde.

## Étymologie
Son nom d'espèce, composé de assam et du suffixe latin -ensis, « qui vit dans, qui habite », lui a été donné en référence au lieu de sa découverte.

## Publication originale
- Das & Sengupta, 2000 : A new species of Cnemaspis (Sauria: Gekkonidae) from Assam, northeastern India. Journal of South Asian Natural History, vol. 5, n. 1, p. 17-23.